# Domosclerus abyssicolus
Domosclerus abyssicolus är en mossdjursart som först beskrevs av Busk 1884.  Domosclerus abyssicolus ingår i släktet Domosclerus och familjen Bifaxariidae. Inga underarter finns listade i Catalogue of Life.